# Otto von Dieskau (Kammerherr)

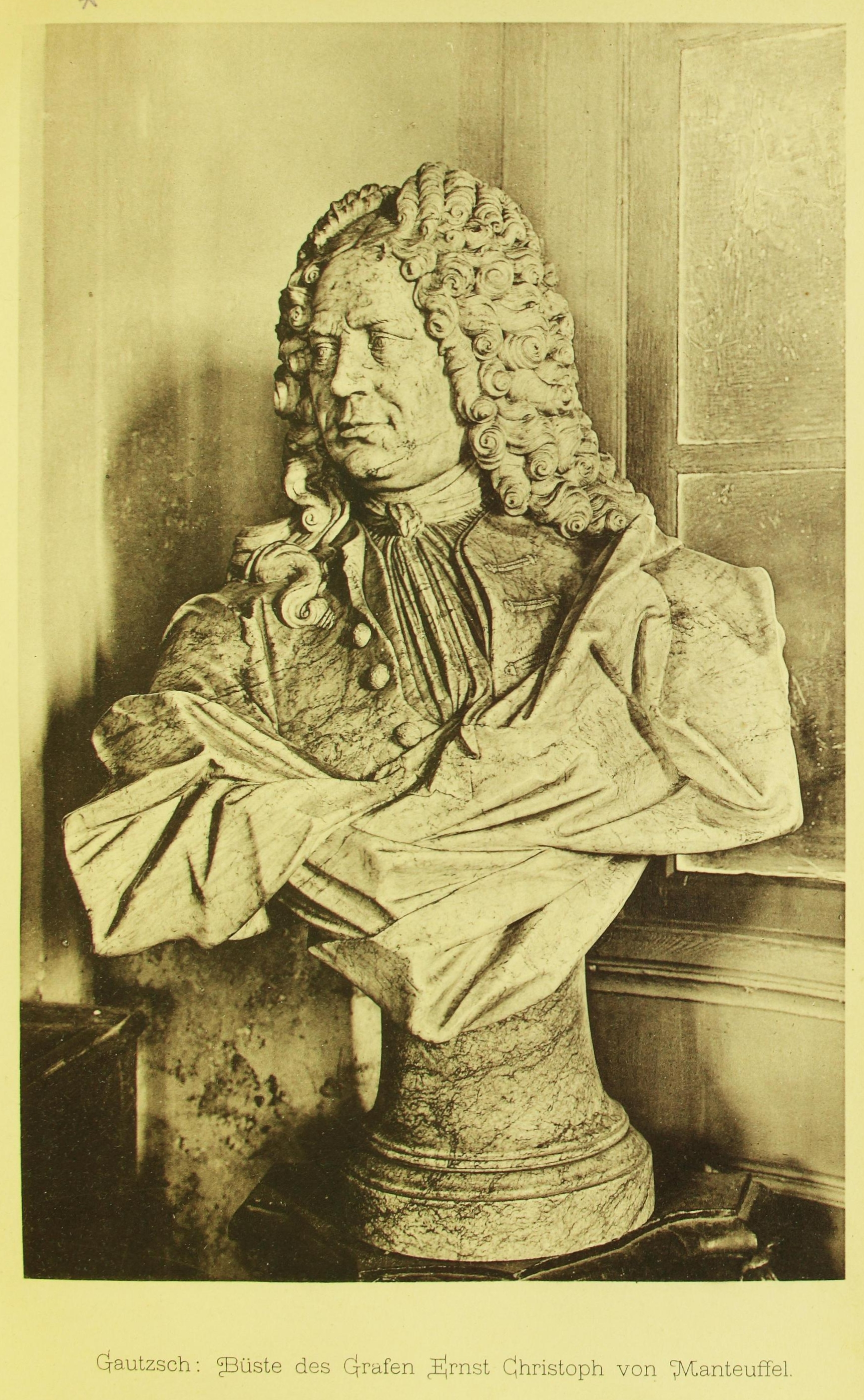
Büste des Otto von Dieskau mit falscher Bezeichnung

Otto von Dieskau (* 11. September 1635 in Knauthain; † 17. Juli 1683 in Dresden) war kurfürstlich-sächsischer Kammerherr, Vize-Oberhofrichter und Kreissteuereinnehmer in Leipzig sowie Herr auf Gautzsch und Gruna.

## Leben
Er stammte aus der sächsischen Adelsfamilie von Dieskau und wurde in der Zeit des Dreißigjährigen Krieges geboren, als Sohn von Carl von Dieskau auf Knauthain, Zschepplin, Trebsen, Lochau und Kleinzschocher und Elisabeth von der Schulenburg (1607–1637) aus Trebsen.
Am 23. September 1663 heiratete er Maria Agnes von Kötteritz aus Jahnishausen, sie starb 1705. Aus dieser Ehe gingen neun Kinder hervor, sechs verstarben bereits früh.
1676 erhielt er das Patronatsrecht und Kirchenlehn Gautzsch, das zum Hauptwohnsitz seiner Familie wurde. Otto wurde kurfürstlich-sächsischer Kammerherr und Vize-Oberhofrichter in Leipzig. Nach dem Tod seines Halbbruders Gebhard von Dieskau (1661–1683) erhielt er auch dessen Gut Gruna.
Otto von Dieskau verstarb kurz darauf am 17. Juli 1683 in Dresden im Alter von 43 Jahren und wurde in der Kirche zu Gautzsch, heute Martin-Luther-Kirche Markkleeberg beigesetzt.
Es befinden sich mehrere Denkmale in dieser Kirche, sein Totenschild und Grabstein sowie eine Büste, die fälschlicherweise Ernst Christoph von Manteuffel zugeschrieben wurde.
Seine beiden Güter Gautzsch und Gruna fielen nach seinem Tod an seinen Sohn Carl von Dieskau.